# Лук алтайский
Лук алтайский, или Каменный лук, Сагоно (лат. Allium altaicum) — многолетнее травянистое растение, вид рода Лук (Allium) семейства Луковые (Alliaceae).
Занесён в Красную книгу России (статус 3 — редкий вид).

## Распространение и экология
Этот вид произрастает в Алтайском крае, Тыве и Бурятии, Иркутской области и Забайкальском крае. Также встречается на востоке Казахстана, в Монголии и Китае.
Произрастает на каменистых обнажениях, скалах, в расщелинах, на субстратах, богатых кальцием. Встречается спорадически, в популяциях необилен или растёт единично.

## Ботаническое описание
Лук алтайский — многолетнее травянистое луковичное растение. Сходен с луком-батуном. Луковицы продолговато-яйцевидные, диаметром 3—4 сантиметра, оболочки красновато-бурые и тонкокожистые, сидят на косом корневище. Стебель высотой 25—80 см, мощный, дудчатый, посередине вздутый, на одну треть высоты одет гладкими влагалищами листьев.
Листья в числе двух—четырёх, короче стебля, дудчатые, на верхушке остроконические.
Чехол коротко заострённый. Зонтик шаровидный, многоцветковый, головчатый. Листочки околоцветника длиной 6—8 мм, желтоватые, блестящие, заострённые. Нити тычинок почти в два раза длиннее околоцветника, при основании между собой и с околоцветником сросшиеся, цельные, почти равные, шиловидные. Столбик выдается из околоцветника.
Коробочка в полтора раза короче околоцветника.
Цветёт в июне — июле (на второй год), плодоносит июле — августе.
Опыляется насекомыми. Размножение — семенное и вегетативное. Даёт самосев.

## Таксономия
Вид Лук алтайский входит в род Лук (Allium) семейства Луковые (Alliaceae) порядка Спаржецветные (Asparagales).
|  |                                      |  |                                                             |                                                             |                   |  | ещё 24 семейства (согласно Системе APG II) | ещё 24 семейства (согласно Системе APG II) |                     |  |  |  | ещё более 870 видов |
|  |                                      |  |                                                             |                                                             |                   |  | ещё 24 семейства (согласно Системе APG II) | ещё 24 семейства (согласно Системе APG II) |                     |  |  |  | ещё более 870 видов |
|  |                                      |  |                                                             | порядок Спаржецветные                                       |                   |  |                                            |                                            | род Лук             |  |  |  |                     |
|  |                                      |  |                                                             | порядок Спаржецветные                                       |                   |  |                                            |                                            | род Лук             |  |  |  |                     |
|  | отдел Цветковые, или Покрытосеменные |  |                                                             |                                                             | семейство Луковые |  |                                            |                                            | вид Лук алтайский   |  |  |  |                     |
|  | отдел Цветковые, или Покрытосеменные |  |                                                             |                                                             | семейство Луковые |  |                                            |                                            |                     |  |  |  |                     |
|  |                                      |  | ещё 44 порядка цветковых растений (согласно Системе APG II) | ещё 44 порядка цветковых растений (согласно Системе APG II) |                   |  |                                            | ещё около 300 родов                        | ещё около 300 родов |  |  |  |                     |
|  |                                      |  |                                                             | ещё 44 порядка цветковых растений (согласно Системе APG II) |                   |  |                                            |                                            | ещё около 300 родов |  |  |  |                     |